# 2010년 여자 하키 월드컵
2010년 여자 하키 월드컵(2010 Women′s Hockey World Cup)은 여자 필드 하키 세계 선수권 대회인 여자 하키 월드컵의 12번째 대회이다. 이 대회는 2010년 8월 11일부터 8월 29일까지 아르헨티나 로사리오에서 열렸다.